# Акакче, Халук
Халук Акакче (тур. Haluk Akakçe; 1970[…], Анкара — 9 октября 2023) — современный турецкий художник. Жил и работал в Лондоне и Нью-Йорке

## Образование
- 1997 MFA, The School of the Art Institute, Чикаго
- 1996 MA Erasmus, Royal College of Art, Лондон
- 1993 BFA, Bilkent University, Анкара

## Творчество
В своем творчестве Халук Акакче исследует связь между человеком и технологией, а также эстетику, которую это влечет за собой в области искусства, давая новые формы и смыслы. Его работы включают анимированные видео проекции, настенную живопись и звуковые инсталляции, открывающие абстрактные и похожие на сон ландшафты, где сливаются биология, архитектура, геометрия и метафизика. В этом своеобразие работ Акакче — создавать графические цифровые образы, где абстрактные мутирующие формы вызывают иллюзию, трансформируя представление о реальности. В творчестве Акакче можно обнаружить эклектический набор эстетических ссылок: кельтская и исламская архитектура, ар деко, американские комиксы и современная мода.
В Birth of Art цветы приходят в движение в виртуальном мире. Это видео состоит из двух контрастных частей. Визуальная и музыкальная части выражают сначала чувство суеты современной жизни, а потом создают пространство внутреннего спокойствия. Акакче использует возможности компьютера для изучения и расширения границ живописи.
Black on White and White on Black (The Fiction of an Isolated Object) и Blue and Black on White напоминают живопись в духе минимализма. Поток линий развивается, используя ограниченный набор цветов — белый синий и чёрный.
В 2006 при поддержке нью-йоркского общественного арт-агентства Creative Time художник реализовал монументальную инсталляцию в Лас-Вегасе. Sky is the Limit занимала пространство над четырьмя кварталами улицы Фремонт, протянувшись над казино и винтажными неоновыми вывесками. Используя новейшие технологии, Акакче представил столкновение искусственной и органической жизни, вызывая странное чувство текучести пространства и времени.
Shadow Machine — абстрактный анимационный фильм. Ряд объектов проходит перед зрителем, находясь в потоке постоянной трансформации, напоминая карусель, которая движется в непрерывном цикле. С помощью музыки объекты, населяющие метафизический ландшафт, обретают жизнь и эмоции. Саундтрек произведения из балета «Коппелия» на музыку Делиба имеет сентиментальное значение для художника — его отец исполнял роль сумасшедшего кукольника.
Видео Tomorrow is Another Day — поэтическая хореография двигающихся форм в абстрактном пространстве. Фигуры находятся в постоянном движении. Они плывут, приближаются, перекрывают и проникают в друг друга. При этом объекты теряют своё первоначальное состояние, но не прекращают переосмысление себя и своих связей. Музыка находится в связи с объектами, становясь более механической с геометрическими образами и текучей — с органическими. Произведение становится скорее местом обитания форм, чем рассказом.

## Персональные выставки
| - 2007 Definition, Galerist, Стамбул - 2007 They Call It Love, I Call It Madness, Galerie Bob von Orsouw, Цюрих - 2007 Haluk Akakçe, Bernier Eliades Gallery, Афины - 2007 Moving Trough the Looking Glass, Maison Louis Vuitton, Париж - 2007 They Call It Love, I Call It Madness, Deitch Projects, Нью-Йорк - 2006 Sky is the Limit, Viva Vision Screen, Лас-Вегас - 2006 I Wish I Was…, Galerie Max Hetzler, Берлин - 2005 Video Installations: Haluk Akakçe, Sheldon Memorial Art Museum, Линкольн, Небраска - 2005 Panorámica, Museo Tamayo Arte Contemporaneo, Мехико - 2005 Tomorrow is Another Day, Galerie Max Hetzler, Берлин | - 2004 Birth of Art, Art Now / Light Box, Tate Britain, Лондон - 2004 Missing Piece, The Approach, Лондон - 2004 Come To Me And The World Will Be Ours Tonight, Galleria Massimo De Carlo, Милан - 2004 Blind Date, Nogueras Blanchard, Барселона - 2004 Abstract Emotions / Transmental World, Galerist, Стамбул - 2003 Filme, Galerie Max Hetzler, Берлин - 2003 Perfect Coincidence, The Drawing Room; Лондон - 2003 Art Unlimited, Art 34, Базель - 2003 Animate Me N°3, Museum für Gegenwartskunst,Базель - 2003 Haluk Akakçe — Annika Larsson, Cosmic Galerie, Париж - 2002 lllusion of the First Time, Whitney Museum of American Art at Philip Morris, Нью-Йорк | - 2002 Un Equilibrio Delicato, Centro Nazionale per le Arti Contemporanee, Рим - 2002 Still Life, Bernier/Eliades Gallery, Афины - 2002 The Measure of All Things, Talbot Rice Gallery, University of Edinburgh, Эдинбург - 2002 New Work, Platform Contemporary Art Center, Стамбул - 2001 Blood Pressure, Centre d’Art Contemporain, Женева - 2001 No Way Forward, No Way Back, Aldrich Museum of Contemporary Art, Коннектикут - 2001 The Measure of All Things, Kunst-Werke, Берлин - 2001 Blood Pressure, Deitch Projects, Нью-Йорк - 2001 Animation, PS1, Нью-Йорк - 2000 Special Projects Program, PS1 Contemporary Art Center, Нью-Йорк; The Museum of Modern Art, Нью-Йорк - 2000 Coming Soon, Henry Urbach Architecture,Нью-Йорк |